# Индия на летних Олимпийских играх 1992
Индия принимала участие в Летних Олимпийских играх 1992 года в Барселоне (Испания) в восемнадцатый раз за свою историю, но не завоевала ни одной медали.

## Результаты соревнований

### Лёгкая атлетика
| Дисциплина | Спортсмен      | Предварительный раунд | Предварительный раунд | Полуфиналы | Полуфиналы | Финал     | Финал |
| Дисциплина | Спортсмен      | Результат             | Место                 | Результат  | Место      | Результат | Место |
| ---------- | -------------- | --------------------- | --------------------- | ---------- | ---------- | --------- | ----- |
| 5000 м     | Бахадур Прасад | 13:50,71              | 29                    | —          | —          | —         | —     |
| 800 м      | Шаини Уилсон   | 2:01,90               | 21                    | —          | —          | —         | —     |

### Теннис
Мужчины
| Соревнование     | Спортсмены                 | 1/32 финала                      | 1/16 финала                          | 1/8 финала                                        | 1/4 финала                                    | Полуфинал             | Финал                 | Место |
| Соревнование     | Спортсмены                 | Соперник Результат               | Соперник Результат                   | Соперник Результат                                | Соперник Результат                            | Соперник Результат    | Соперник Результат    | Место |
| ---------------- | -------------------------- | -------------------------------- | ------------------------------------ | ------------------------------------------------- | --------------------------------------------- | --------------------- | --------------------- | ----- |
| одиночный разряд | Рамеш Кришнан              | Курье (USA) П 2:6, 6:4, 1:6, 4:6 | Завершил выступление                 | Завершил выступление                              | Завершил выступление                          | Завершил выступление  | Завершил выступление  | 33    |
| одиночный разряд | Леандер Паес               | Yzaga (PER) П 1:6, 7:6, 0:6, 0:6 | Завершил выступление                 | Завершил выступление                              | Завершил выступление                          | Завершил выступление  | Завершил выступление  | 33    |
| парный разряд    | Рамеш Кришнан Леандер Паес | Не проводится                    | Божич / Трупей (SLO) В 6:3, 6:2, 6:2 | Фицджеральд / Вудбридж (AUS) В 6:4, 7:5, 4:6, 6:1 | Иванишевич / Прпич (CRO) П 6:7, 7:5, 4:6, 3:6 | Завершили выступление | Завершили выступление | 5     |